# أوكا أوكا
أوكا أوكا شخصية في سلسلة ألعاب الفيديو كراش بانديكوت وهو أحد الخصوم الأساسية إلى جانب الدكتور نيو كورتيكس، ويعتبر الأخ غير الشقيق والعدو اللدود لأكو أكو.